# Долногермански езици
Долногермански езици са западногерманските езици, говорени в Северна Германия, Нидерландия и Белгия. Те включват също и африканс, говорен в ЮАР, както и Плаутдийч, който се говори от менонитските общности в Северна Америка.
Разделението между подгрупите обикновено не е точно определено. Повечето езици образуват непрекъсната област, като съседните диалекти са взаимно разбираеми, а по-отдалечените не са.
Долногерманските езици включват:
- долнофранконски езици
  - нидерландски език – в Нидерландия и Северна Белгия
    - фламандски език – в Западна Фландрия и съседните области на Белгия, Нидерландия и Франция

  - африканс – в ЮАР
- долносаксонски езици
  - вестфалски език – във Вестфалия
  - няколко диалекта в Нидерландия и Северна Германия
- източни долнонемски езици
  - няколко диалекта в Североизточна Германия
  - плаутдийч – в Канада и САЩ